# Papa (sanskrit)
Le Papa (anglicisé en paapa, IAST pāpa) est dans l'hindouisme, le bouddhisme et le jaïnisme le péché, ce qui cause le mauvais karma, et lie ainsi l'humain au monde terrestre au lieu de se rapprocher de l'illumination: le moksha. Dans le jainisme, le papa fait partie des Tattvas: les vérités de la vie et du monde.